# Дунайские культуры
Дунайские культуры — термин, который предложил британский археолог австралийского происхождения Вир Гордон Чайлд для обозначения первых аграрных культур в центральной и восточной Европе. Термин охватывает культуру линейно-ленточной керамики, культуру накольчатой керамики и Рёссенскую культуру.
Термин следует отличать от балкано-дунайского комплекса культур эпохи энеолита (конец 4 — начало 3 тыс. до н. э.).
Возникновение линейно-ленточной керамики датируется около 6500 годом до нашей эры (в старых работах, выпущенных до 1990-х гг., указывается 5500 г. до н. э.). Предполагается, что культура распространялась на запад вдоль долины Дуная и взаимодействовала с культурами Атлантической Европы, достигшими Парижского бассейна. Уже на раннем этапе ЛЛК распалась на западную и восточную группы.
Люди первой волны дунайских культур очищали местность от леса и засевали плодородные лёссовые земли от Балкан до Бенилюкса и Парижского бассейна. Они изготавливали керамику с линейно-ленточным узором, разводили домашних коров, свиней, собак, овец и коз. Диагностическим орудием для данной культуры является кельт (оружие) — разновидность длинного тонкого каменного скобеля, который использовался для рубки деревьев, а иногда и как оружие, что видно по черепам, обнаруженным у Тальхайма в округе Неккар (Германия) и у Шлетца в Австрии.
Поселения состояли из длинных домов. Как предполагал Эдуард Зангмайстер, эти поселения покидались, по-видимому, по мере истощения ранее плодородных земель, и затем вновь заселялись после восстановления качества почвы. С другой, Петер Моддерман и Йенс Люнинг полагают, что поселения были населены постоянно, при этом у каждой семьи был свой земельный участок.
Дунайцы импортировали раковины моллюсков spondylus из Средиземного моря.
Вторая волна данных культур, использовавшая окрашенную керамику с азиатским влиянием, пришла на место первой волны около 4500 года до нашей эры. За ней последовала третья волна, использовавшая накольчатую керамику.
Поселения культур Дунайского неолита обнаружены в Быланах у Праги и у Кёльн-Линденталя в Германии. Южной границей распространения дунайских культур была короткоживущая культура Сассо-Фьорано на севере Италии, вскоре полностью поглощённая культурой сосудов с квадратным горлом.